# Isabella (Obitelj Soprano)
"Isabella" je 12. epizoda HBO-ove televizijske serije Obitelj Soprano. Napisali su je Robin Green i Mitchell Burgess, režirao Allen Coulter, a originalno je emitirana 28. ožujka 1999.

## Radnja
Na sprovodu Marioline Capuano, Jimmy Altieri Junioru spominje kako je na sprovodu bila i majka Brendana Filonea. Nakon što je Jimmy otišao, Junior se požali Mikeyju Palmiceu što Jimmy spominje Filoneovo ubojstvo. Dodaje kako mu je Mariolina prije mnogo godina priuštila prvo "ručno zadovoljavanje", ali tada shvati kako je takav razgovor neprikladan za sprovod.
Tony, sada u teškoj depresiji i nakon uzimanja tableta litija koje mu je propisala dr. Melfi, u vrtu svojih susjeda ugleda prelijepu Talijanku Isabellu. Isabella kaže Tonyju da je studentica stomatologije na razmjeni te pogodi da je Tony porijeklom iz Avellina u Italiji. Tony je kasnije izvodi na ručak i, dok sluša njezin govor o Italiji, sanja da ona doji dijete zvano "Antonio".
Junior nastavlja sa svojim planom Tonyjeva ubojstva, koristeći dvojicu unajmljenih ubojica — Rasheena Raya i Williama "Petitea" Clayborna — koji su pronađeni preko Donnieja Paduane. Ray i Clayborn slijede Tonyja i čekaju ga ispred trgovine blizu ureda dr. Melfi. Christopher, zabrinut za Tonyja, također ga slijedi do trgovine, i nesvjesno spriječi pokušaj ubojstva. Nakon propalog ubojstva, Junior se sastaje s Donniejem i našali se na Tonyjev i Livijin račun. Junior shvaća kako Donnie ima dug jezik i kaže kako nema dobar osjećaj u vezi s njim. Mikey zatim ubije Donnieja u njegovu autu nakon što ga Chucky Signore pozove dok je odlazio.
Sljedećeg dana, Rasheen Ray i Petite Clayborn ponovno čekaju Tonyja pokraj ureda dr. Melfi. Dok se Tony zaustavlja kako bi kupio novine i sok, pokušaju ga zaskočiti. Dok Tony prilazi svojem terencu, prilazi mu John. Tony ugleda Johnov odraz u staklu svojeg auta. John opali prvi metak koji razbije bocu soka koju Tony drži, dok drugi razbije vozačevo staklo dok Tony ulazi u vozilo. Dok John prilazi prozoru, Tony se dohvati s njim, a Rasheen prilazi suvozačevu staklu i zapuca u Tonyja, ali slučajno pogodi Johna u glavu. Tony uspijeva pokrenuti auto i poći još uvijek držeći Rasheena i njegov pištolj kroz suvozačev prozor. Tony odbacuje napadača čim je ubrzao. To nakratko vrati Tonyja u život, ali on skrene pogled s ceste i zabije se u parkirani automobil. Između napada i sudara, Tony zadobiva ozljede uha i noge.  
Agent FBI-a Dwight Harris pojavljuje se u bolnici pokušavajući nagovoriti Tonyja i Carmelu da pristupe programu zaštite svjedoka jer Tony više nije siguran u New Jerseyju. Tony odbije i kaže kako je incident bila tek krađa auta. Ali Tony shvaća kako je preživio pokušaj vlastitog ubojstva. Silvio, Paulie i Christopher posumnjaju da je Junior povezan te o tome međusobno razgovaraju kad Junior posjećuje Tonyja kući nakon puštanja iz bolnice.
Nakon povratka Cusamanovih, Tony se iznenadi kako studentica na razmjeni nije ni postojala te da nitko nije ni vidio Isabellu u susjedstvu. Uznemireni Tony nazove dr. Melfi i kaže joj kako je sve bila halucinacija te, uz blagoslov dr. Melfi, baca tablete litija u zahodsku školjku. Dr. Melfi teoretizira da je Isabella bila idelaizirana majčinska figura koju je proizvela Tonyjeva podsvijest jer je on duboko uznemiren majčinim akcijama u posljednje vrijeme te upita Tonyja muči li ga još što u ovom trenutku. Tony odgovara kako je dobro te da će biti još bolje kad otkrije tko je organizirao pokušaj ubojstva.

## Glavni glumci
- James Gandolfini kao Tony Soprano
- Lorraine Bracco kao Dr. Jennifer Melfi
- Edie Falco kao Carmela Soprano
- Michael Imperioli kao Christopher Moltisanti
- Dominic Chianese kao Corrado Soprano, Jr.
- Vincent Pastore kao Big Pussy Bonpensiero *
- Steven Van Zandt kao Silvio Dante
- Tony Sirico kao Paulie Gualtieri
- Robert Iler kao Anthony Soprano, Jr.
- Jamie-Lynn Sigler kao Meadow Soprano
- Nancy Marchand kao Livia Soprano

* samo potpis

### Gostujući glumci
- Maria Grazia Cucinotta kao Isabella

#### Ostali gostujući glumci
- Al Sapienza kao Mikey Palmice
- Paul Schulze kao Otac Phil
- Matt Servitto kao Agent Harris
- Joe Badalucco, Jr. kao Jimmy Altieri
- John Eddins kao William "Petite" Clayborn
- Touche kao Rasheen Ray
- Kareen Germain kao medicinska sestra
- Johnathan Mondel kao dječak
- Jack O'Connell kao prodavač
- Katalin Pota kao Lilliana
- Denise Richardson kao voditelj vijesti
- Sal Ruffino kao Chucky Signore
- Bittu Walia kao liječnik
- David Wike kao Donnie Paduana

## Umrli
- Donnie Paduana: ustrijeli ga Mikey Palmice.
- Petite Clayborn: nesretnim ga slučajem ustrijeli partner, Rasheen Ray, tijekom neuspješnog pokušaja ubojstva Tonyja Soprana.

## Naslovna referenca
- Isabella je lik u epizodi, iako je zapravo halucinacija koju Tony proživljava.

## Reference na druge medije
- Prije pokušaja njegova ubojstva, Tony kupuje sok od naranče, što je referenca na Kuma u kojem Don Vito Corleone jedva preživljava pokušaj ubojstva nakon kupovanja naranči.

## Glazba
- Pjesma koja svira dvaput tijekom epizode (kad je Tony u svojoj spavaćoj sobi) je "Tiny Tears" Tindersticksa.
- Pjesma koja svira tijekom odjavne špice je "I Feel Free" sastava Cream.

## Vanjske poveznice
- Isabella u internetskoj bazi filmova IMDb-a